# Tsiroanomandidy (Stadt)

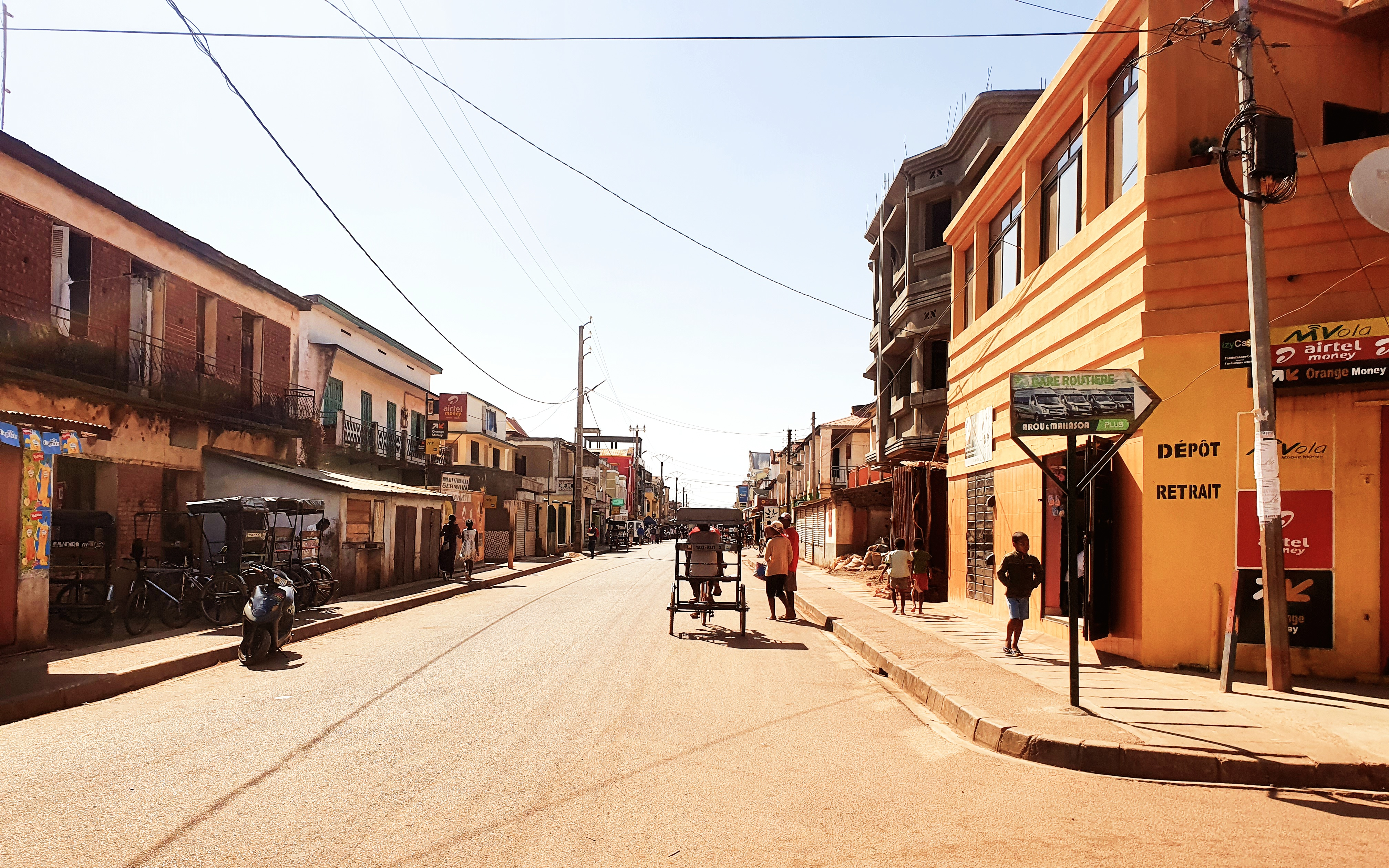
Tsiroanomandidy, Hauptstrasse (2022)

Tsiroanomandidy ist eine Stadt im zentralen Hochland von Madagaskar. Sie ist die Hauptstadt der Region Bongolava.
Der Ort liegt 206 Kilometer westlich der Hauptstadt Antananarivo an den Nationalstraßen RN 1 und RN 1b.

## Religion
Die Stadt ist Sitz des Bistums Tsiroanomandidy.

## Söhne und Töchter
- Jean Claude Rakotoarisoa (* 1971), römisch-katholischer Bischof von Miarinarivo